# آنا ماریا کاتالیا
آنا ماریا کاتالیا (انگلیسی: Ana María Catalá؛ زادهٔ ۲۰ ژوئیهٔ ۱۹۹۳) بازیکن فوتبال اهل اسپانیا است.
وی همچنین در تیم ملی فوتبال زنان اسپانیا بازی کرده‌است.